# Vickers Wellington
Vickers Wellington var ett tvåmotorigt, brittiskt bombflygplan som användes under andra världskriget. Det var det bombflygplan som byggdes i flest exemplar och det utgjorde ryggraden i RAF Bomber Command fram till hösten 1943.

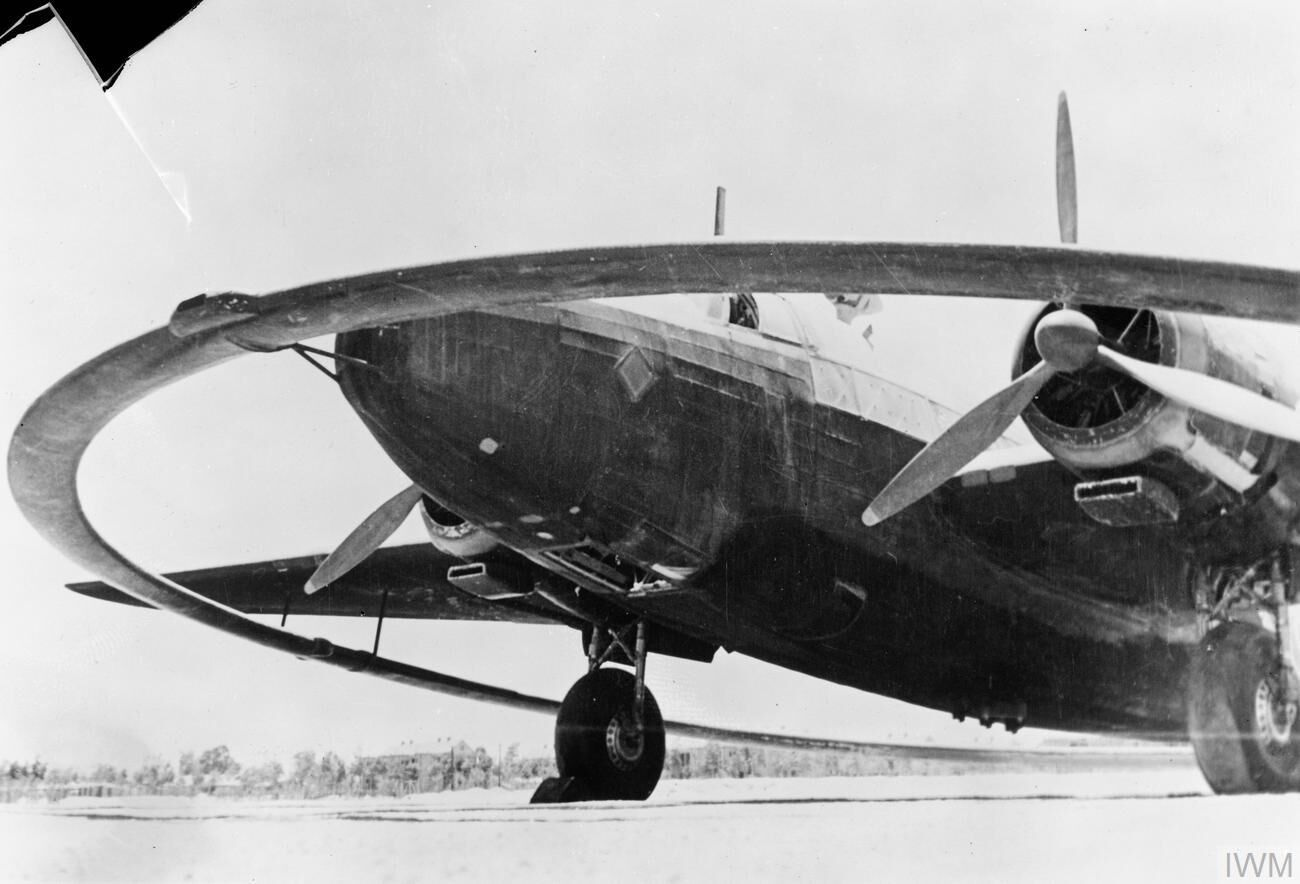
En Wellington DWI med den magnetiska spole som användes för minsvepning.

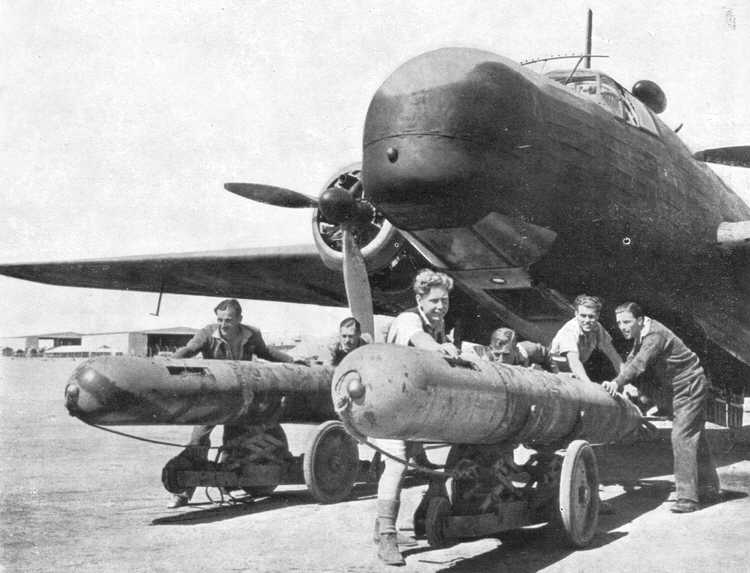
Torpeder lastas in i en Wellington Mk.VIII.

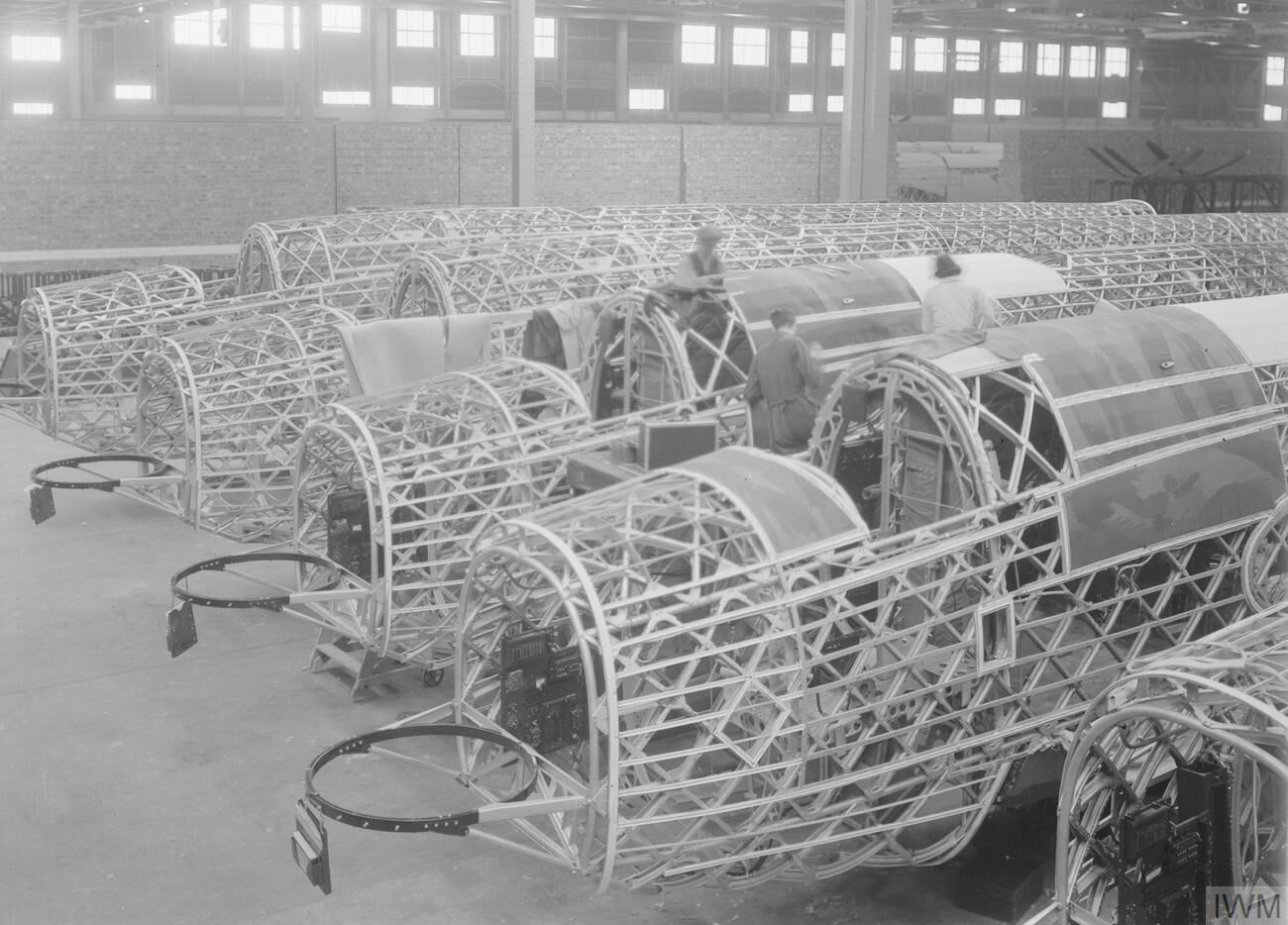
Wellingtons under konstruktion. Den geodetiska konstruktionen gjorde dem starkare och lättare än andra flygplan, men de tog längre tid att tillverka.

## Utveckling
År 1932 utfärdade luftministeriet specifikation B.9/32 på ett ”tungt” bombflygplan. Vickers-Armstrongs svar hade långt större lastförmåga och räckvidd än specifikationen vilket imponerade på luftministeriet som beställde en prototyp. Prototypen som genomförde sin jungfruflygning 15 juni 1936 saknade beväpning och hade mindre Pegasus X-motorer än vad de serieproducerade flygplanen kom att få. Testerna var i det närmaste färdiga när prototypen havererade 19 april 1937. Det första serieproducerade flygplanet rullade ut från fabriken i Weybridge 23 december 1937 och No.9 Squadron tog dem i tjänst i oktober 1938. Den första versionen Mk.I hade 6 kulsprutor i tre dubbeltorn, ett i nosen, ett i stjärten och ett indragbart under buken. Kulsprutetornen var inte så effektiva som man hade hoppats på grund av döda vinklar och till version Mk.IA byttes Vickers-tornen i nosen och stjärten ut mot effektivare torn från Frazer-Nash. I version Mk.IC hade även tornet under magen bytts ut mot två midjemonterade kulsprutor, en på vardera sidan.
I januari 1938 började Vickers-Armstrongs skissa på en förstärkt version av Wellington för att kunna utrustas med avsevärt starkare motorer. Ingen av de tilltänkta motorerna fanns dock tillgängliga 1938, så i stället tillverkades Mk.IA och Mk.IC med samma Pegasus X-motorer som Mk.I men med de förstärkta vingarna för att kunna utrustas med starkare motorer i efterhand. I mars 1939 flög den första Mk.II med Merlin X-motorer följt av den första Mk.III med Hercules XI-motorer i maj samma år. Mk.II och Mk.III var snabbare och hade högre maxhöjd än Mk.I, men de tyngre motorerna gjorde att lastförmågan och räckvidden blev mindre. Den hade dock fortfarande tillräcklig lastförmåga för att kunna bära en 1 814 kg (4 000 lb) ”Blockbuster”-bomb.
Bristen på brittiska flygmotorer gjorde att man i slutet av 1939 började planera en version med amerikanska Twin Wasp-motorer. USA var dock fortfarande neutralt och det dröjde därför till februari 1940 innan motorerna kunde börja levereras. Versionen Mk.IV började levereras i augusti 1941 och tilldelades huvudsakligen ”utländska” divisioner (tre polska och två australiensiska).
I juli 1942 introducerades Mk.X som var den sista bombplansversionen och dessutom den mest tillverkade versionen. Den hade två Hercules XVI-motorer på 1 675 hk vardera. Deras tyngd uppvägdes av att den bärande strukturen tillverkades i aluminium i stället för stål. Även om Wellington med sin geodetiska konstruktion vanligen tog längre tid att tillverka än andra flygplan lyckades arbetarna i Vickers fabrik i Broughton hösten 1943 tillverka en Mk.X på bara 23 timmar och 50 minuter. Den lyfte 24 timmar och 48 minuter efter att monteringen påbörjades.
Även om RAF Bomber Command slutade använda Wellingtons för stridsuppdrag i oktober 1943 fortsatte RAF Coastal Command att använda och utveckla Wellington fram till krigsslutet. Versionen Mk.VIII var i princip Mk.IC modifierad för marin användning. Alla 394 hade bombutrymmet modifierat för att bära torpeder. 271 hade radarn ASV Mk.II för att lokalisera fartyg i mörker och dålig sikt och 58 av dem var dessutom utrustade med kraftiga strålkastare för att lokalisera ubåtar i ytläge innanför radarns minimiräckvidd.

## Användning
De första Wellington-bombarna levererades till No.9 Squadron i oktober 1938. Vid andra världskrigets utbrott i september 1939 hade åtta divisioner blivit utrustade med Wellingtons (No.9, No.37, No.38, No.99, No.115, No.149, No.214 och No.215 Squadron). Den 4 september, mindre än 24 timmar efter krigsutbrottet anföll Wellingtons från No.9 och No.149 Squadron tillsammans med Bristol Blenheims tyska fartyg vid Brunsbüttel. Dåligt väder och kraftig luftvärnseld gjorde anfallet fruktlöst och två Wellingtons gick förlorade, RAF:s första förluster i kriget.
Under december 1939 genomförde Wellingtons flera anfall mot tyska flottenheter vid Helgoland. Anfallen visade att bombflygplan utan eskort var väldigt sårbara för fientliga jaktflygplan. Teorin att flera bombflygplan i tät formation skulle kunna skydda varandra visade sig inte stämma och RAF övergick därefter huvudsakligen till nattliga bombräder. På natten kunde bombflygplanen nå djupare in i Tyskland, exempelvis genomförde Wellingtons natten mellan 25 och 26 augusti 1940 den första bombräden mot Berlin. I den största bombräden dittills natten mellan 30 och 31 maj 1942 utgjorde Wellingtons mer än hälften av den mer än tusen flygplan stora armadan (599 av 1 046). Wellingtons från RAF Bomber Command genomförde fram till hösten 1943 totalt 47 409 uppdrag och fällde 41 823 ton bomber. 1 331 Wellingtons förlorades i strid. Även efter att Wellingtons tagits ur tjänst i Europa fortsatte de att användas i Fjärran Östern där de länge var RAF:s tyngsta bombflygplan. Många Wellingtons byggdes också om till transportflygplan och användes under operation Overlord och operation Market Garden.
RAF Coastal Command använde andra versioner av Wellington än Bomber Command. Den första var DWI som var utrustad med en magnetisk minsvep. En APU i flygkroppen matade en 15,5 meter bred spole  under flygkroppen med elektrisk ström. De användes för att svepa de magnetminor som Luftwaffe fällde utanför brittiska hamnar. Andra versioner var utrustade med radar för att kunna lokalisera fartyg och ubåtar i ytläge i mörker eller dålig sikt. Beväpningen bestod av torpeder eller sjunkbomber. Coastal Command använde sina Wellingtons ända fram till krigsslutet då deras Wellingtons var de modernaste. De användes även efter kriget när Storbritannien understödde grekiska regeringen under grekiska inbördeskriget.

## Varianter
- B Mk.I – Bombflygplan med Pegasus XVIII-motorer på 1 050 hk. 181 byggda.
- DWI Mk.I – Fyra Mk.I ombyggda för megnetisk minsvepning med en Ford V8-motor och generator för att generera elkraft till en 15,5 meter stor spole under flygkroppen.
- DWI Mk.II – DWI med starkare de Havilland Gipsy Major motor för mer elektrisk effekt. Alla fyra DWI Mk.I uppgraderades till Mk.II plus ytterligare elva ombyggda från B Mk.I.
- B Mk.IA – Bombflygplan byggd efter specifikationen på Mk.III men med samma motorer som Mk.I. Kulsprutetornen utbytta från Vickers till Frazer-Nash. 187 byggda.
- B Mk.IB – Samma som Mk.IA fast med Vickers-torn. Inga byggda.
- B Mk.IC – Liknande Mk.IA men med kulsprutetornet under buken utbytt mot två midjemonterade kulsprutor, en på vardera sidan. 2 685 byggda.
- B Mk.II – Förstärkt modell med kraftfullare Merlin X-motorer. 401 byggda.
- B Mk.III – Förstärkt på samma sätt som Mk.II men med Hercules XI-motorer. Dessutom försedd med större kulsprutetorn i stjärten med fyra kulsprutor, avisning och förmåga att bogsera lastglidflygplan. 1 519 byggda.
- B Mk.IV – Som Mk.IC men med USA-tillverkade Twin Wasp-motorer. 220 byggda.
- B Mk.V – Höghöjdsversion med tryckkabin och Hercules III-motorer. Tre prototyper byggda.
- B Mk.VI Höghöjdsversion med tryckkabin och Merlin 60-motorer. 64 byggda.
- T Mk.VIG – Mk.VI ombyggda till skolflygplan för radioutbildning.
- B Mk.VII – Mk.II med kraftigare Merlin XX-motorer. En prototyp byggd.
- GR Mk.VIII – Marin variant av Mk.IC med ASV Mk.II-radar och strålkastare. Användes både som ubåtsjakt- och torpedflygplan. 307 byggda.
- C Mk.IX – En Mk.IA ombyggd till truppstransportflygplan.
- B Mk.X – Bombflygplan liknande Mk.III fast med starkare Hercules XVI-motorer. 3 083 byggda.
- GR Mk.XI – Marin version likt Mk.VIII men med samma motorer som Mk.X. 180 byggda.
- GR Mk.XII – Som Mk.XI men med den mer avancerade radarn ASV Mk.III i nosen i stället för kulsprutetornet. 58 byggda.
- GR Mk.XIII – Torpedflygplan med ASV Mk.II-radar och ännu starkare Hercules XVII-motorer. 844 byggda.
- GR Mk.XIV – Ubåtsjaktflygplan som Mk.XII med samma motorer som Mk.XIII. 841 byggda.
- C Mk.XV – Ett okänt antal Mk.IA ombyggda till obeväpnade transportflygplan.
- C Mk.XVI – Som Mk.XV men ombyggda från Mk.IC.
- T Mk.XVII – Skolflygplan för radarutbildning. En ombyggd från Mk.XI.
- T Mk.XVIII – Skolflygplan för radio- och navigationsutbildning. 80 byggda.
- T Mk.XIX – Skolflygplan för bombutbildning. Okänt antal ombyggda från Mk.X.